# 三島輝史
三島 輝史（みしま てるふみ、1985年10月5日 - ）は、大阪府寝屋川市出身の元プロ野球選手（投手）。右投右打。

## 経歴
寝屋川市立中央小学校2年の時に軟式の京阪タイガースで野球を始め、寝屋川市立第一中学校の時に寝屋川球友に入り硬式野球を始める。
大阪桐蔭高等学校では2年夏に第84回全国高等学校野球選手権大会に出場し、1回戦の東邦戦に8回から登板したが、3-5でチームは敗退。3年夏は大阪府大会6回戦で敗退。
2003年のプロ野球ドラフト会議において、千葉ロッテマリーンズからドラフト5巡目で指名を受け入団。
2006年オフ、ハワイ・ウィンター・リーグに派遣される。
2008年10月1日、球団から戦力外通告を受けた。その後12球団合同トライアウトに参加するも獲得を申し出る球団はなく、現役を引退した。
その後大手ホテルに入社し、宴会場の担当として2年間勤務。2012年に横浜DeNAベイスターズの球団職員となった。若手選手寮「青星寮」の副寮長を経て、2016年にチーム付の広報に就任した。サブマネージャーを経て、2024年からは一軍チームマネージャー。

## 詳細情報

### 年度別投手成績
- 一軍公式戦出場なし

### 背番号
- 35 （2004年 - 2008年）